# GOOD LUCK!
『GOOD LUCK!』（グッドラック!）は、1993年3月24日にビクター音楽産業からリリースされた広瀬香美の2枚目のスタジオ・アルバム。

## 概要
- デビューアルバム『Bingo!』から約8ヶ月ぶりのアルバム。
- 先行シングル「愛があれば大丈夫」は「GOOD LUCK! Version」にて収録。
- アルバム『SUCCESS STORY』発売後の出荷分は、ジャケットデザインを一新して再発売されている。その際、タイトルも『good luck!』と小文字表記に改められている。

## 収録曲
- 全作詞・作曲・コーラスアレンジ（M-4・5を除く）：広瀬香美
- 編曲：鷺巣詩郎（2.3.6.7）小西貴雄（1.10）小西康陽（8.9）広瀬香美（4.5）

1. Good Luck!
2. 愛があれば大丈夫 (GOOD LUCK! Version)
3. 幸せのはじまり
4. I Wanna Be Your Love
5. 結婚のススメ
6. Still
7. もう一度 もう一度
8. あたしの財産
9. 左手
10. No World Without You